# أجانتا
أجانتا (Ajanta) هي قرية أثرية في منطقة حيدر أباد قرب بومباي بالهند و تبعد 10 كم عن مدينة أورنغ آباد في ولاية ماهاواسترا في أواسط الهند وغربها. وتشتهر بكهوف البوذيين التي كان يسكنها رهبان البوذية. وموقع القرية كان قرب طريق القوافل التجارية الكبرى بغربي شبه القارة الهندية. وأقدم هذه الكهوف يرجع إلى سنة 2000 ق.م. وعليها صور جدارية ملونة بالداخل. فلقد بطّنت الجدران بروث البهائم وبطنت بالجص. وبعد الجفاف تم تلوينها ورسمها برسوم دينية ودنيوية وقد ظهرت في هذا الموقع نهضة فنية استمرت نحو خمسة قرون ونيف بين القرنين الأول والسابع بعد الميلاد وبرزت هذه النهضة في ثلاثين كهفا ضخما محفورة في الصخور وتبدو مصطفة في أعلى وادي نهر الغانج في ما يشبه مدينة دينية وتدل منحوتات كهون أجانتا على مدى تطور فن النحت في عهد أسرة غويتا ما بين القرنين الرابع والسادس بعد الميلاد ويتضح ذلك من تماثيل بوذا من خلال ثوبه وعيناه شبه المغمضتين وحاجباه على شكل قوسين مخططين بوضوح وشفتاه المقوسين وقد اشتهرت كهوف أجانتا بلوحاتها الجدارية الرائعة التي تبرز المعاني الإنسانية وفيها تجسد حياة بوذا ولم يبق من الأعمال التي سبقت عصر غويتا سوى بعض الآثار في الكهف التاسع، وفي الكهف العاشر يوجد إفريز طويل يتميز بحيوية نادرة ويمثل مشاهد فيلة بين نباتات اللوتس ومحاربين و راقصات أما القسم الأكبر من اللوحات فتعود إلى حقبة متأخرة ترجع إلى عهد أسرة غويتا وقد اتبعت في تنفيذها طريقة فريسك وتمتاز الصور التي تمثل بوديستافا (نظراء بوذا) بالعظمة والتوازن، ففي صدر الكهف الأول صور رجلين من البوديستافيا يحيطان بالبناء النموذجي للمغارة البوذية داغوبا ويؤكدان في انحنائهما على التوازن ويلاحظ في لوحات أجانتا تجمع موقف وثابت ينبض بالحياة بأشخاص في لقاءات ومشاهد غرامية ومواقف مأساوية وهو تجمع خفي يرصد البطولة ومظاهرها و يوحي الانطباع الأول أن تجمع الأشخاص جاء عفويا إلا أنه سرعان ما تدرك العين نظاما فنيا في تكوين المشاهد وارتباطها ببعضها وخضوعها لإيقاع واضح يتحقق معه الانسجام والتوازن و يتم التمركز في اللوحات من خلال الشخصيات الثانوية التي تحيط بالتكوين وهي منحنية لتقود البصر نحو الشخصيات الرئيسة وتتعدد الطرز في كهوف أجانتا وتمثل اختلافا بين المدارس الفنية مع الزمن ولعل أهم هذه الطرز ما يشاهد في الكهفين الأول والثاني و بعض التفصيلات في الكهف السادس عشر مما يتميز بحسن معالجة الظل والأضواء و الثقل في قماش الملابس والوجوه ذات الفم الضيق الكثيف ويحتل فن أجانتا مكانة مهمة في تاريخ الفن الهندي وهو يعبر عن الصفاء والحب في بيئة رأت أن الفن نشاط مبارك.

## معرض الصور

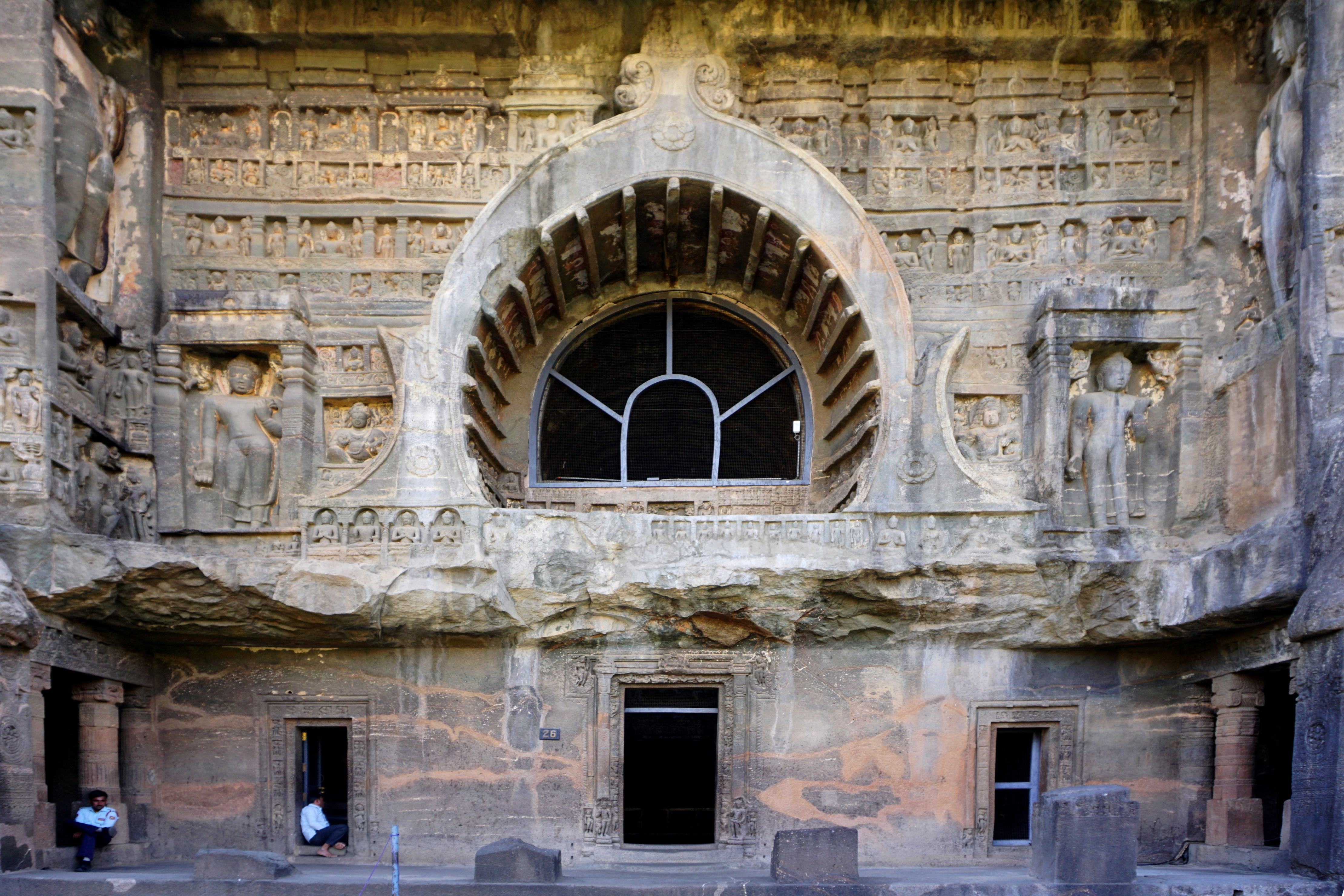
واجهة الكهف 26
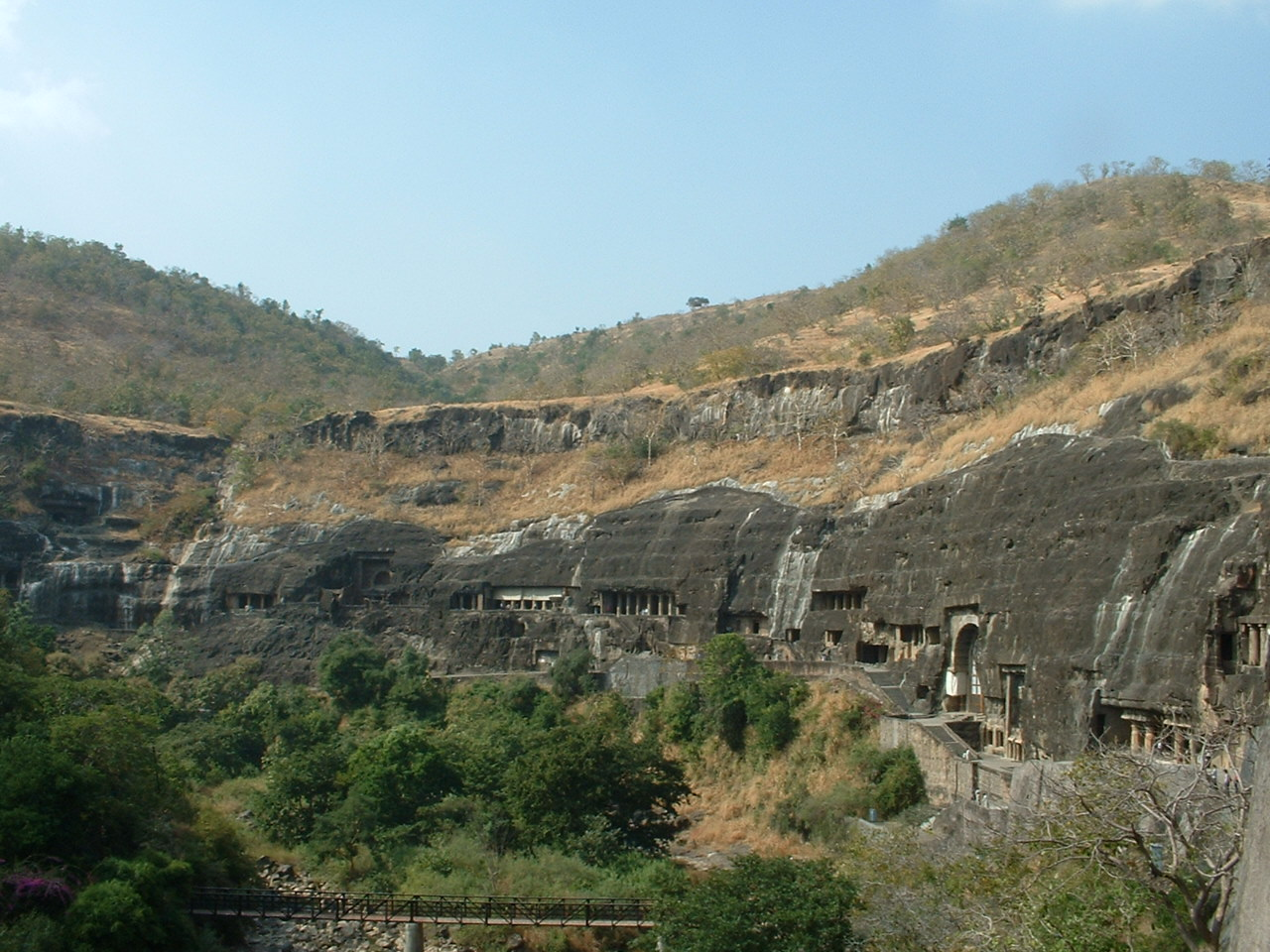
أجانتا